# 상아탑

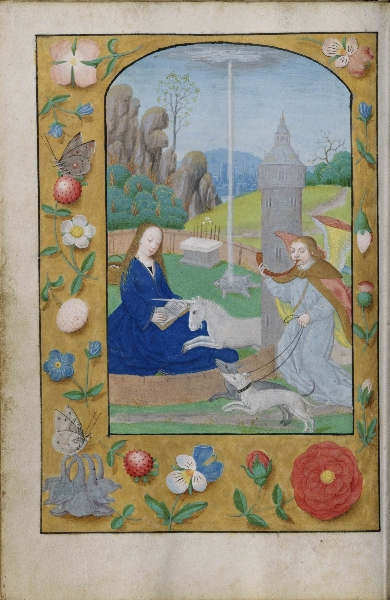
성모 마리아의 상징으로 등장한 상아탑(배경)

상아탑(象牙塔, ivory tower)은 학문이나 예술지상주의를 뜻하는 단어이다.
원래 구약성경 아가 7장 4절 "너의 목은 상아로 만든 탑 같고"라는 구절에서 온 말이다. 현대적 의미로 상아탑이란 단어를 쓴 것은 프랑스의 비평가 샤를 오귀스탱 생트뵈브가 쓴 "tour d'ivoire"라는 표현에서였다. 여성을 비유하는 의미였지만 뜻이 바뀐 경우이다.

## 같이 보기
- 인텔리겐치아
- 대학 순위
- 걸리버 여행기